# Jeanne Hines
Jeanne Hines (Virginia Occidental, 1922-23 de agosto de 2014), fue una escritora estadounidense de novelas góticas como Jeanne Hines (1973-1977) y de novelas románticas bajo los seudónimos de Valerie Sherwood (1977-1991) y Rosamond Royal (1979). Muchas de sus novelas fueron superventas del prestigioso New York Times.

## Biografía
Jeanne Hines nació el año 1922 en Virginia Occidental, EE. UU.. Creció en una familia muy tradicional, que esperaba que se casara y dedicase exclusivamente a la vida familiar, pero ella quería hacer algo más.
Jeanne comenzó escribiendo novelas góticas bajo su nombre real: Jeanne Hines (1973-1977), y luego cuando el género entró en crisis se pasó a escribir novelas románticas bajo los seudónimos de Valerie Sherwood (1977-1991) y Rosamond Royal (1979). Logró que muchas de sus novelas se convirtieran en superventas en listas tan prestigiosas como la del New York Times.
Casada, da con su marido saltos entre sus cinco mansiones repartidas por la Costa Este de Estados Unidos, aunque pasan la mayor parte del tiempo en su rancho en Charlotte, Carolina del Norte, donde reside con sus numerosos gatos.

### Como "Jeanne Hines"
- "The slashed portrait"	1973
- "Tidehawks"	1974
- "Talons of the hawk"	1975
- "Bride of terror"	1976
- "Scarecrow house"	1976
- "The legend of Witchwynd"	1976
- "The keys to Queenscourt"	1976
- "The third wife"	1977

### Como "Valerie Sherwood"

#### Novelas independientes
- "This loving torment"	1977/08 (Placeres dorados)
- "These golden pleasures"	1977/11
- "Lovely lying lips"	1983/12 (Labios mentirosos)
- "Born to love"	1984/06 (Nacidas para amar)
- "To love a rouge"	1987/10 (Amar a un villano)
- "Her crowning glory"	1988
- "Lisbon"	1989/09 (La doncella dorada)

#### "Angel Series" (Serie Angel)
1. "This towering passion"	1978/11
2. "Her shining splendor"	1980/07 (Su luminoso esplendor)
3. "The mistress"	1991

#### "Love Series" (Serie Amor)
1. "Blod breathless love"	1981/08 (Amor audaz)
2. "Rash reskless love"	1982/06 (Amor imprudente)
3. "Wild willful love"	1982/10 (Amor obstinado)
4. "Rich radiant love"	1983/06 (Amor radiante)

#### "Song Series"
1. 'Lovesong'	1985/09 (Canción de amor)
2. 'Windsong'	1986/03 (Canción del aire)
3. 'Nightsong'	1986/09 (Canción nocturna)

### Como "Rosamond Royal"
- Rapture	1979